# Sergiusz Zahorski
Sergiusz Zahorski (ur. 4 września 23 sierpnia?/4 września 1886 w Żytomierzu, zm. 4 czerwca 1962 w Londynie) – generał brygady Wojska Polskiego, szef Gabinetu Wojskowego Prezydenta Rzeczypospolitej od 12 czerwca 1926 roku do 1 września 1928 roku, współtwórca polskiego jeździectwa sportowego, uczestnik Igrzysk Olimpijskich 1912 w reprezentacji Rosji, wolnomularz, członek loży wolnomularskiej Machnicki w Warszawie, kawaler Orderu Virtuti Militari. 

## Życiorys
Urodził się 4 września 1886 w Żytomierzu, w rodzinie Antoniego, pułkownika Armii Rosyjskiej, i Heleny z Hulanickich. Ukończył gimnazjum klasyczne w Żytomierzu. Od 5 września 1906 w Armii Rosyjskiej. Absolwent Korpusu Kadetów Marynarki i Nikołajewskiej Szkoły Kawalerii w Sankt Petersburgu. W latach 1915–1917 oficer rosyjskiej kawalerii. 19 września 1917 przeszedł do I Korpusu Polskiego do 1 pułku ułanów. Awansował kolejno na: porucznika (1915), sztabsrotmistrza (1916) i rotmistrza (1917).
Od 14 listopada 1918 w Wojsku Polskim. Był kolejno: zastępcą dowódcy 1 pułku ułanów, dowódcą szwadronu zapasowego i ponownie zastępcą dowódcy 1 pułku ułanów. Natomiast od 2 września 1919 dowodził samodzielną brygadą kawalerii, pełnił funkcję zastępcy dowódcy 1 pułku ułanów, a następnie jego dowódcy. Podczas kampanii kijowskiej od 10 kwietnia 1920 dowodził 14 pułkiem ułanów, po czym w listopadzie powrócił na stanowisko zastępcy dowódcy 1 pułku ułanów. Po zakończeniu wojny polsko-bolszewickiej został skierowany do Włoch na kurs oficerów instruktorów jazdy. Od 16 kwietnia 1922 do stycznia 1923 był zastępcą dowódcy 16 pułku Ułanów Wielkopolskich. 3 maja 1922 roku został zweryfikowany w stopniu pułkownika ze starszeństwem z dniem 1 czerwca 1919 roku i 38. lokatą w korpusie oficerów jazdy (od 1924 roku – kawalerii).
Z dniem 2 listopada 1923 roku został odkomenderowany na jednoroczny Kurs Doszkolenia w Wyższej Szkole Wojennej w Warszawie. Z dniem 15 października 1924 roku, ukończeniu kursu i otrzymaniu dyplomu naukowego oficera Sztabu Generalnego, został przydzielony do dyspozycji Ministra Spraw Wojskowych. Z dniem 20 listopada tego roku został przeniesiony do 11 pułku ułanów legionowych na stanowisko dowódcy pułku. W październiku 1925 roku został mianowany dowódcą I Brygady Kawalerii w Warszawie. 19 lipca 1926 roku został mianowany szefem Gabinetu Wojskowego Prezydenta RP. Z dniem 1 września 1928 został mianowany dowódcą XII Brygady Kawalerii w Ostrołęce, a w 1929 Brygadą Kawalerii „Poznań”.
10 listopada 1930 roku Prezydent Rzeczypospolitej Ignacy Mościcki awansował go na stopień generała brygady ze starszeństwem z dniem 1 stycznia 1931 roku i 4. lokatą w korpusie generałów. Jednocześnie zezwolił mu na nałożenie oznak nowego stopnia przed 1 stycznia 1931 roku.
W latach 1936–1938 był inspektorem Krakusów w Departamencie Kawalerii Ministerstwa Spraw Wojskowych i przeszedł w stan spoczynku.
Powołany w 1939 do służby czynnej, pozostał bez przydziału. Po kampanii wrześniowej, przez Rumunię, przedostał się do Francji, gdzie był w dyspozycji Naczelnego Wodza. Ewakuowany do Wielkiej Brytanii, do stycznia 1942 pozostawał w stanie nieczynnym, internowany z rozkazu gen. Władysława Sikorskiego w obozie oficerskim w Rothesay na szkockiej wyspie Bute. Od stycznia 1942 przeniesiony w stan spoczynku.
Po wojnie osiedlił się w Londynie, był członkiem Koła Generałów i Pułkowników Byłych Wyższych Dowódców.
Od 29 stycznia 1931 był mężem Aliny de Witte.
Zmarł 4 czerwca 1962 roku w Londynie. Został pochowany na Cmentarzu Brompton w Londynie.

## Ordery i odznaczenia
- Krzyż Srebrny Orderu Wojskowego Virtuti Militari nr 2037 (1921)[16][13]
- Krzyż Komandorski Orderu Odrodzenia Polski
- Krzyż Walecznych (czterokrotnie, po raz 1, 2 i 3 w 1921)[17][13]
- Złoty Krzyż Zasługi (29 kwietnia 1925)[18]
- Medal Niepodległości (16 marca 1933)[19][20]
- Medal Pamiątkowy za Wojnę 1918–1921[13]
- Medal Dziesięciolecia Odzyskanej Niepodległości[13]
- Brązowy Medal za Długoletnią Służbę[13]
- Odznaka za Rany i Kontuzje[21]
- Wielka Wstęga Orderu Niepodległości (Afganistan)[21]
- Komandor Orderu Korony Włoch (Włochy)[13]
- Komandor Orderu Gwiazdy Rumunii (Rumunia)[13]
- Krzyż Orderu Korony Rumunii (Rumunia)[13]
- Komandor Orderu Legii Honorowej (III Republika Francuska, 1936)[22]
- Oficer Orderu Legii Honorowej (III Republika Francuska)[21]
- Kawaler Orderu Legii Honorowej (III Republika Francuska)
- Medal Zwycięstwa („Médaille Interalliée”)[13]
- Medal V Olimpiady (Szwecja)